# حافة الهادي (فلم)
حافة الهادي أو إطار الهادي (بالإنجليزية: Pacific Rim) هو فيلم أكشن وخيال علمي أمريكي من إخراج غييرمو ديل تورو وتأليف ديل تورو وترافيس بيكهام. تقع أحداث الفيلم في المستقبل القريب حيث يتوجب على جنود طيارين قيادة ميكا عملاقة إلى داخل معركة ضد وحوش عملاقة جائت من أعماق المحيط.
ديل تورو أراد أن يكون الفيلم «مرح بشكل لا يصدق وخفيف الشعور»، على النقيض من «أفلام الصيف العميقة والمظلمة والمتشائمة». المخرج ركز على «المرئيات الكبيرة والجيملة والمتطورة» ومشاهد الحركة التي من شأنها أن ترضي جمهور الكبار، لكنه ذكر أن «أمله الحقيقي» هو تقديم هذا النوع من أفلام الميكا والوحوش إلى جيل من الأطفال. عرض الفيلم في 12 يوليو/تموز 2013 في الولايات المتحدة، وبعد شهر رمضان في الوطن العربي. تلقى الفيلم مراجعات إيجابية من النقاد، حيث جائت نسبة 72% من المراجعات إيجابية على موقع الطماطم الفاسدة بنائاً على 237 مراجعة نقدية، مع متوسط تقييم 10/6.7.

## روابط خارجية
- الموقع الرسمي
- مقالات تستعمل روابط فنية بلا صلة مع ويكي بيانات

لا توجد روابط لمواقع التواصل الاجتماعي.